# Sageras del Río
Sageras del Río es un despoblado español del municipio de Saelices el Chico, perteneciente a la provincia de Salamanca, en la comunidad autónoma de Castilla y León.

## Historia
Hacia mediados del siglo XIX, el lugar ya pertenecía a Saelices el Chico. Aparece descrito en el decimotercer volumen del Diccionario geográfico-estadístico-histórico de España y sus posesiones de Ultramar de Pascual Madoz con las siguientes palabras:

SAGERAS DEL RIO: desp. en la prov. de Salamanca, part. jud. de Ciudad-Rodrigo, térm. municipal de Saelices el Chico.
(Madoz, 1849, p. 616)

En 2023, la entidad singular de población no tenía empadronado ningún habitante.